# لا لیگا ۲۳–۲۰۲۲

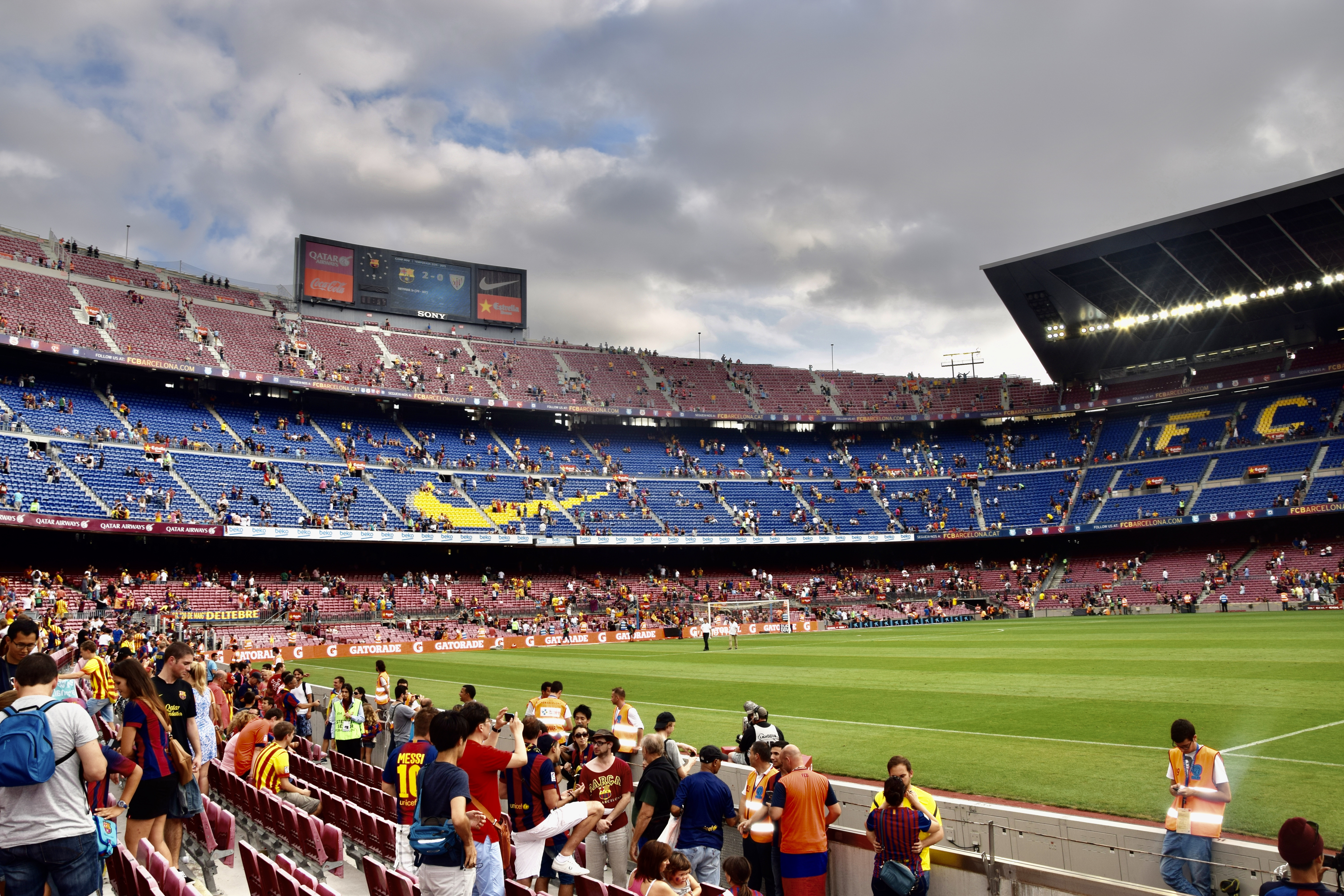
لالیگا

لالیگا ۲۰۲۳–۲۰۲۲ که نود و دومین فصلِ لالیگا است که به دلایل مالی و اسپانسرینگ، با عنوان رسمی «لالیگا سانتاندر» نیز شناخته می‌شود.  لالیگا برترین سطح مسابقات فوتبال در اسپانیا و یکی از پنج لیگ معتبر اروپایی می‌باشد. باشگاه فوتبال بارسلونا با ۸۵امتیاز در مه ۲۰۲۳ برای ۲۷مین بار قهرمان لالیگا شد.

## تاریخ شروع فصل جدید
در طی جلسه‌ای که مجمع عمومی فدراسیون فوتبال اسپانیا در شهر مادرید اسپانیا برگزار کرد و بر اساس تصمیمی که اعضای حاضر در مجمع گرفتند مقرر شد فصل ۲۰۲۳–۲۰۲۲ لیگ دسته اول اسپانیا (لالیگا) و لیگ دسته دوم این کشور در تاریخ ۱۴ اوت ۲۰۲۲ میلادی (۲۳ مرداد ۱۴۰۱) آغاز و در تاریخ ۴ ژوئن ۲۰۲۳ میلادی (۱۴ خرداد ۱۴۰۲) به پایان برسد. همچنین با توجه به برگزاری جام جهانی ۲۰۲۲ قطر از اواسط فصل پاییز مقرر شد بین تاریخ‌های ۹ نوامبر تا ۲۹ دسامبر ۲۰۲۲ میلادی (۱۸ آبان تا ۸ دی) به دلیل برگزاری جام جهانی در قطر هیچ دیداری برگزار نشود.

## قالب مسابقات
رده‌بندی لیگ مانند فصل‌های گذشته در برترین سطح از فوتبال اسپانیا با حضور بیست باشگاه از سراسر کشور برگزار خواهد شد. طبق قانون لیگ این بیست تیم در دو بازی رفت و برگشت، به مصاف یکدیگر خواهند رفت؛ یک بار در زمین خانگی و دیگری در زمین حریف. مسابقات در طی ۳۸ هفته برگزار شده و ترتیب مسابقات، قبل از شروع با قرعه‌کشی مشخص می‌شود.
رده‌بندی نهایی با در نظر گرفتن امتیازات کسب شده در پایان فصل تعیین می‌شود؛ با سیستم ۳ امتیاز برای هر برد، یک امتیاز برای هر تساوی و صفر امتیاز در صورت شکست برگزار می‌شود. اگر در پایان فصل  دو تیم امتیاز یکسانی داشته باشند روش تعیین رتبه بدین شرح است:
- تیم با بهترین تفاضل گل‌های زده و خورده در بازی‌های رو در روی این دو باشگاه.

در صورت تداوم تساوی، تفاضل گل‌های زده و خورده در کل بازی‌های فصل این دو تیم لحاظ می‌شود. اگر تساوی در امتیازات بین سه یا چند باشگاه اتفاق بیفتد، تیم برتر این‌گونه مشخص می‌شود:
- تیم با بهترین امتیازگیری در بازی‌های رو در روی این چند باشگاه.
- تیم با بهترین تفاضل گل‌های زده و خورده در بازی‌های رو در رو در این چند باشگاه.
- بهترین تفاضل گل‌های زده و خورده در تمام مسابقات لیگ.
- بیشترین گل زده در تمام مسابقات لیگ.

## تیم‌ها

### صعود و سقوط (پیش فصل)
در مجموع بیست تیم در این لیگ شرکت می‌کنند؛ از جمله هفده تیم از فصل ۲۰۲۱–۲۰۲۲ و سه تیم از سگوندا دیویسیون۲۰۲۲–۲۰۲۱ میلادی. این شامل دو تیم برتر سگوندا دیویسیون و برندگان پلی آف صعود فصل قبل سگوندا دیویسیون است.

### تیم‌های سقوط کرده به سگوندا دیویسیون
باشگاه‌های فوتبال لوانته، آلاوس و گرانادا در انتهای فصل قبل به لیگ پایین‌تر سقوط کردند.

### تیم‌های صعود کرده ازسگوندا دیویسیون
باشگاه فوتبال آلمریا با قهرمانی در فصل قبل در لیگ سگوندا دیویسون جواز حضور در لالیگا ۲۰۲۲–۲۰۲۳ کسب کرد و باشگاه فوتبال وایادولید با نایب قهرمانی در لا لیگا ۲ دو، موفق به کسب جواز حضور در لالیگا شد. همچنین باشگاه خیرونا با وجود این که در جدول لا لیگا ۲ ۲ در رتبه ۶ قرار گرفت اما در پلی آف با پیروزی بر حریفان خود مجوز حضور در این فصل لالیگا را کسب کرد.

## تیم‌های حاضر
در مجموع ۲۰ تیم در فصل ۲۰۲۲/۲۰۲۳ میلادی در لیگ به رقابت می‌پردازند، که شامل تیم‌های زیر است:
| تیم            | سرمربی           | محل             | ورزشگاه                      | ظرفیت  |
| -------------- | ---------------- | --------------- | ---------------------------- | ------ |
| رئال مادرید    | آنچلوتی          | مادرید          | ورزشگاه سانتیاگو برنابئو     | ۸۱٬۰۴۴ |
| اتلتیک بیلبائو | ارنستو والورده   | بیلبائو         | ورزشگاه سن مامس              | ۵۳٬۲۸۹ |
| اتلتیکو مادرید | دیه‌گو سیمئونه    | مادرید          | ورزشگاه متروپولیتانو         | ۶۸٬۰۰۰ |
| بارسلونا       | ژاوی هرناندز     | بارسلونا        | ورزشگاه اسپاتیفای نیوکمپ     | ۹۹٬۳۵۴ |
| سلتاویگو       | ادواردو کودت     | بیگو            | ورزشگاه بالایدوس             | ۲۹٬۰۰۰ |
| کادیز          | سرجیو            | کادیز           | ورزشگاه رامون کارانزا        | ۲۰٬۷۲۴ |
| الچه           | فران اسکریبا     | الچه            | ورزشگاه مانوئل مارتینز والرو | ۳۳٬۷۳۲ |
| رایو وایکانو   | آندونی ایرائولا  | مادرید          | ورزشگاه ترسا ریورو           | ۱۴٬۷۰۸ |
| ختافه          | کیکه سانچز فلورس | ختافه           | ورزشگاه کولیسیوم آلفونسو پرز | ۱۷٬۰۰۰ |
| بتیس           | مانوئل پیگرینی   | سویل            | ورزشگاه بنیتو ویامارین       | ۵۲٬۷۴۵ |
| خیرونا         | خوزه لوئیس مارتی | خیرونا          | ورزشگاه خوزه زوریلا          | ۲۶٬۵۱۲ |
| آلمریا         | روبی             | آلمریا          | ورزشگاه بازی‌های مدیترانه     | ۱۵٬۰۰۰ |
| رئال سوسیداد   | ایمانول آلگواسیل | سان سباستیان    | ورزشگاه آنوئتا               | ۳۲٬۰۰۰ |
| سویا           | خولن لوپتگی      | سویل            | ورزشگاه رامون سانچز پیس‌خوان  | ۴۲٬۷۱۴ |
| مایورکا        | خاویر آگیره      | پالما د مایورکا | ورزشگاه ویزیت مایورکا        | ۲۳٬۱۴۲ |
| والنسیا        | جنارو گتوزو      | والنسیا         | ورزشگاه مستایا               | ۴۹٬۵۰۰ |
| اوساسونا       | یاگوبا آراساته   | پامپلونا        | ورزشگاه رینو د ناوارا        | ۱۹٬۵۵۳ |
| ویارئال        | اونای امری       | ویارئال         | ورزشگاه ال مادریگا           | ۲۴٬۸۹۰ |
| رئال وایادولید | سرجیو            | وایادولید       | ورزشگاه خوزه زوریلا          | ۲۶٬۵۱۲ |
| اسپانیول       | ویسنته مورنو     | بارسلون         | ورزشگاه آرسی‌دی‌ئی             | ۴۰۰۰۰  |

## جدول لیگ
| رتبه | تیم            | بازی | برد | مساوی | باخت | گل زده | گل خورده | گل تفاضل | امتیاز | صعود یا سقوط                    |
| ---- | -------------- | ---- | --- | ----- | ---- | ------ | -------- | -------- | ------ | ------------------------------- |
| ۱    | بارسلونا       | ۳۸   | ۲۸  | ۴     | ۶    | ۷۰     | ۲۰       | ۵۰+      | ۸۸     | صعود به مرحله‌گروهی لیگ قهرمانان |
| ۲    | رئال مادرید    | ۳۸   | ۲۴  | ۶     | ۸    | ۷۵     | ۳۶       | ۳۹+      | ۷۸     | صعود به مرحله‌گروهی لیگ قهرمانان |
| ۳    | اتلتیکو مادرید | ۳۸   | ۲۳  | ۸     | ۷    | ۷۰     | ۳۳       | ۳۷+      | ۷۷     | صعود به مرحله‌گروهی لیگ قهرمانان |
| ۴    | رئال سوسیداد   | ۳۸   | ۲۱  | ۸     | ۹    | ۵۱     | ۳۵       | ۱۶+      | ۷۱     | صعود به مرحله‌گروهی لیگ قهرمانان |
| ۵    | ویارئال        | ۳۸   | ۱۹  | ۷     | ۱۲   | ۵۹     | ۴۰       | ۱۹+      | ۶۴     | صعود به مرحله‌گروهی لیگ اروپا    |
| ۶    | رئال بتیس      | ۳۸   | ۱۷  | ۹     | ۱۲   | ۴۶     | ۴۱       | ۵+       | ۶۰     | صعود به پلی‌آف لیگ کنفرانس اروپا |
| ۷    | اوساسونا       | ۳۸   | ۱۵  | ۸     | ۱۵   | ۳۷     | ۴۲       | ۵−       | ۵۳     |                                 |
| ۸    | اتلتیک بیلبائو | ۳۸   | ۱۴  | ۹     | ۱۵   | ۴۷     | ۴۳       | ۴+       | ۵۱     |                                 |
| ۹    | مایورکا        | ۳۸   | ۱۴  | ۸     | ۱۶   | ۳۷     | ۴۳       | ۶−       | ۵۰     |                                 |
| ۱۰   | ژیرونا         | ۳۸   | ۱۳  | ۱۰    | ۱۵   | ۵۸     | ۵۵       | ۳+       | ۴۹     |                                 |
| ۱۱   | رایو وایکانو   | ۳۸   | ۱۳  | ۱۰    | ۱۵   | ۴۵     | ۵۳       | ۸−       | ۴۹     |                                 |
| ۱۲   | سویا           | ۳۸   | ۱۳  | ۱۰    | ۱۵   | ۴۷     | ۵۴       | ۷−       | ۴۹     |                                 |
| ۱۳   | سلتاویگو       | ۳۸   | ۱۱  | ۱۰    | ۱۷   | ۴۳     | ۵۳       | ۱۰−      | ۴۳     |                                 |
| ۱۴   | کادیس          | ۳۸   | ۱۰  | ۱۲    | ۱۶   | ۳۰     | ۵۳       | ۲۳−      | ۴۲     |                                 |
| ۱۵   | ختافه          | ۳۸   | ۱۰  | ۱۲    | ۱۶   | ۳۴     | ۴۵       | ۱۱−      | ۴۲     |                                 |
| ۱۶   | والنسیا        | ۳۸   | ۱۱  | ۹     | ۱۸   | ۴۲     | ۴۵       | ۳−       | ۴۲     |                                 |
| ۱۷   | آلمریا         | ۳۸   | ۱۱  | ۸     | ۱۹   | ۴۹     | ۶۵       | ۱۶−      | ۴۱     |                                 |
| ۱۸   | وایادولید      | ۳۸   | ۱۱  | ۷     | ۲۰   | ۳۳     | ۶۳       | ۳۰−      | ۴۰     | سقوط به سگوندا دیویسیون         |
| ۱۹   | اسپانیول       | ۳۸   | ۸   | ۱۳    | ۱۷   | ۵۲     | ۶۹       | ۱۷−      | ۳۷     | سقوط به سگوندا دیویسیون         |
| ۲۰   | الچه           | ۳۸   | ۵   | ۱۰    | ۲۳   | ۳۰     | ۶۷       | ۳۷−      | ۲۵     | سقوط به سگوندا دیویسیون         |

## اطلاعات فصل

### جدول گل‌زنان
| رتبه | بازیکن           | باشگاه         | گل |
| ---- | ---------------- | -------------- | -- |
| ۱    | روبرت لواندوفسکی | بارسلونا       | ۱۷ |
| ۲    | کریم بنزما       | رئال مادرید    | ۱۴ |
|      | انس اونال        | ختافه          | ۱۴ |
| ۴    | آنتوان گریزمن    | اتلتیکو مادرید | ۱۴ |
| ۴    | خوسلو            | اسپانیول       | ۱۴ |
| ۴    | ودات موریکی      | مایورکا        | ۱۴ |

### جدول پاس گل
| رتبه       | بازیکن        | باشگاه         | پاس گل |
| ---------- | ------------- | -------------- | ------ |
| ۱          | آنتوان گریزمن | اتلتیکو مادرید | ۱۳     |
| میکل مورنو | رئال سوسیداد  |                | ۱۳     |
| وینیسیوس   | رئال مادرید   |                |        |

### اولین گل فصل
اولین گل فصل این رقابت‌ها را ازکوئیول آویلا آرژانتینی برای اوساسونا در مقابل سویا در تاریخ (۱۲ اوت ۲۰۲۲) به ثمر رساند.